# Olivier Giroud
Olivier Jonathan Giroud (Chambéry, 30 september 1986) is een Frans voetballer die doorgaans speelt als aanvaller. Hij staat sinds juli 2024 onder contract bij Los Angeles FC, dat hem overnam van AC Milan. Giroud debuteerde in 2011 in het Frans voetbalelftal, waarvan hij topscorer aller tijden is.

## Clubcarrière

### Jeugd en Grenoble
Giroud begon zijn loopbaan bij de plaatselijke club OC Froges. Hier werd hij ontdekt door Grenoble Foot 38 op 13-jarige leeftijd. Na zes jaar in de jeugdopleiding van Grenoble tekende Giroud een professioneel contract in 2005. In zijn eerste seizoen werd Giroud een belangrijke schakel in het reserve-elftal van Grenoble: hij scoorde 15 keer in 15 wedstrijden. Op 24 maart 2006 maakt hij zijn debuut in het betaald voetbal in de wedstrijd tegen FC Gueugnon. Dat seizoen zou hij nog vijf keer invallen. Op 26 februari 2007 maakte Giroud zijn eerste doelpunt in het betaald voetbal door in blessuretijd de winnende goal te maken tegen Le Havre AC. Een maand later kreeg Giroud, in zijn derde wedstrijd als een basisspeler, zijn eerste rode kaart. Na een succesvolle uitlening bij FC Istres hoefde de nieuwe coach van Grenoble, Mehmed Baždarević, hem niet terug en werd hij verkocht aan FC Tours.

### Tours
In het seizoen 2008/09 bij FC Tours scoorde Giroud in de eerste twee wedstrijden voor de Coupe de France liefst vijfmaal. In de eerste wedstrijd wist hij slechts eenmaal te scoren (1–0 overwinning), maar in de tweede wedstrijd won FC Tours met 7–1: Giroud wist viermaal het net te vinden. Door blessures wist hij slechts 27 wedstrijden te spelen, veel als invaller en veertienmaal te scoren. In de eerste wedstrijd van het volgende seizoen was Giroud meteen belangrijk: hij scoorde twee keer in de 2–1 overwinning op Le Havre en op 18 september scoorde de spits wederom vier keer; dit keer was hij de enige doelpuntenmaker van Tours (4–2). Op 26 januari tekende Giroud een contract bij eersteklasser Montpellier HSC voor drieënhalf jaar. Tours zou een bedrag van 2 miljoen euro ontvangen voor de spits en mocht hem lenen tot aan het einde van het seizoen. Drie weken lang stond Giroud droog, maar wist in het resterende half jaar nog zes keer te scoren. Giroud werd uitgeroepen tot speler van het jaar in de Ligue 2 en opgenomen in het elftal van het jaar.

### Montpellier
Zijn debuut voor Montpellier was gelijk zijn Europees debuut, omdat Montpellier zich had gekwalificeerd voor Europa League-kwalificatierondes. Giroud scoorde gelijk in de eerste helft tegen Győri ETO FC, maar mocht niet veel later afscheid nemen van het Europese voetbal, omdat Montpellier in de terugwedstrijd na strafschoppen werden verslagen. Montpellier en Giroud haalden de finale van de Coupe de la Ligue. In de halve finale maakte Giroud in de 117e minuut het beslissende doelpunt tegen Paris Saint-Germain. De finale werd met 1–0 verloren van Olympique Marseille. De eerste wedstrijd na de halve finale waarin Giroud tot scoren wist te komen, was bijna twee maanden later tegen Paris Saint-Germain in Parijs. Giroud scoorde tweemaal om de stand op 2–2 te beslissen. Giroud wist daarna nog te scoren tegen Olympique Marseille en Olympique Lyon, ondanks dat beide wedstrijden verloren gingen. Giroud was de clubtopscorer van het jaar en kreeg contractverlenging aangeboden tot 2014.

In het volgende seizoen scoorde Montpellier in de eerste twee wedstrijden van het seizoen (beiden werden gewonnen), tegen Lille OSC en AJ Auxerre. Giroud had het gevoel te pakken en wist in de volgende 18 wedstrijden nog 13 keer te scoren, waaronder twee hattricks. Niet alleen Giroud was goed in vorm, ook Montpellier draaide goed. Zo goed zelfs, dat ze in november de koppositie overnamen van PSG. In de winterstop bracht de media veel geruchten naar buiten over clubs die geïnteresseerd zouden zijn in de veelscorende en jonge spits. De eigenaar van Montpellier, Louis Nicollin, wist deze geruchten hardhandig de kop in te drukken door in een interview te zeggen dat er geen concreet bod was gedaan, omdat "geen club groot genoeg is voor Giroud" en dat Montpellier hem nooit weg zou doen "als ze niet minstens 50 à 60 miljoen euro bieden". Ook na de winterstop bleef Giroud nog regelmatig scoren en mede door de topscorer van de Ligue 1 (21 doelpunten) wist Montpellier voor het eerst in haar bestaan landskampioen van Frankrijk te worden. De club behield tot op de laatste speelronde een voorsprong op Paris Saint-Germain van drie punten.

### Arsenal

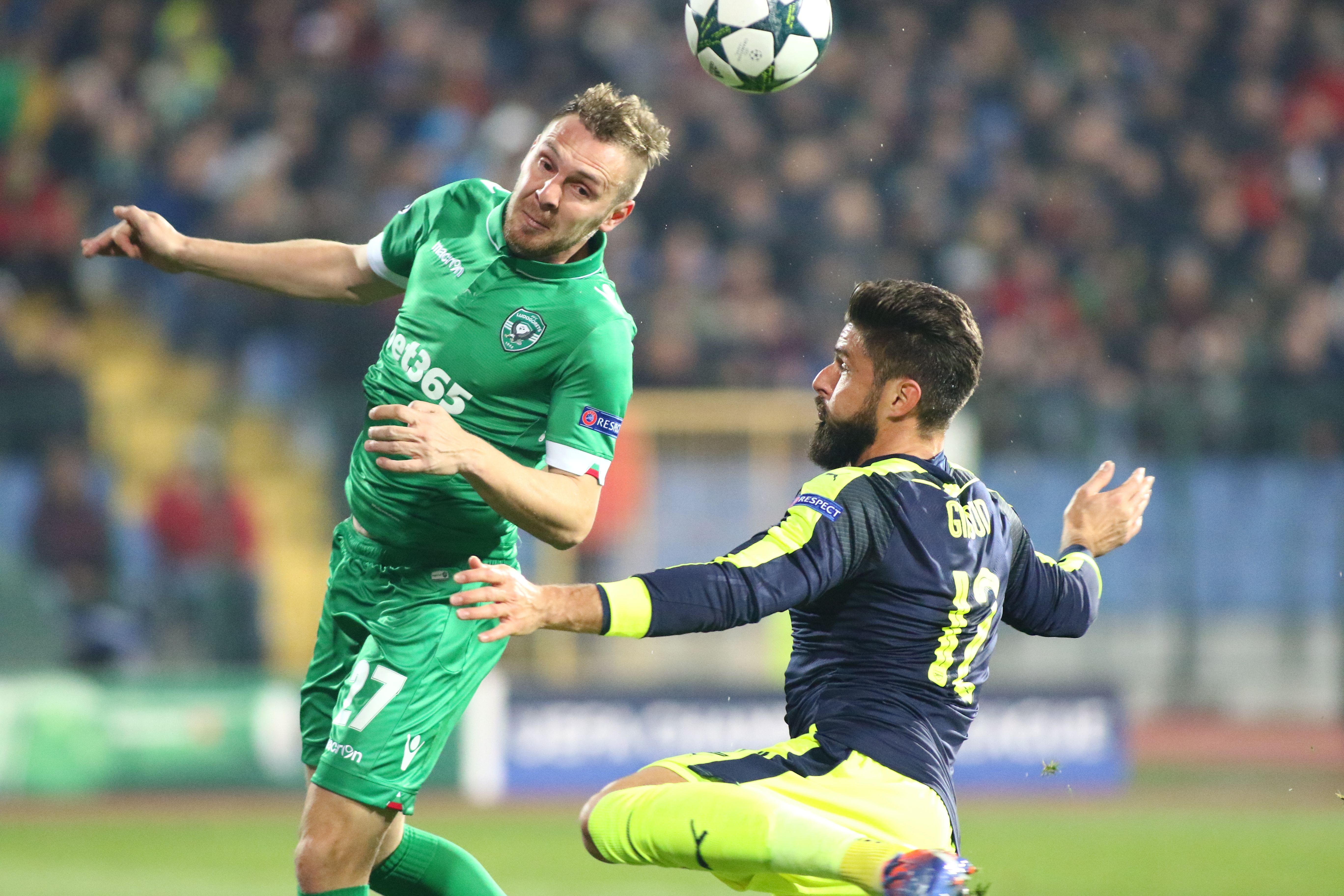
Cosmin Moți in duel met Olivier Giroud (r), tijdens het Champions League-duel tussen Ludogorets en Arsenal

Op 26 juni 2012 won Arsenal de race om Olivier Giroud, die samen met de Braziliaan Nenê topschutter werd in de Ligue 1. Arsenal betaalde circa 15 miljoen voor hem. Hij debuteerde voor The Gunners op 18 augustus 2012 tegen Sunderland, als vervanger van Lukas Podolski. Op 26 september 2012 maakte hij zijn eerste doelpunt voor de club in een 6–1 overwinning in de League Cup op Coventry City. Op 6 oktober 2012 maakte hij zijn eerste doelpunt in de Premier League tegen West Ham United. Tegen Fulham op 10 november scoorde hij een dubbelslag, nadat Giroud eerder die week zijn eerste Champions League-doelpunt maakte voor Arsenal. Ook scoorde hij tegen West Ham United later dat seizoen tweemaal. Het seizoen daarop maakte Arsenal geen goede start tegen Aston Villa, maar scoorde Giroud wel in die openingswedstrijd. Arsenal won de FA Cup dat jaar, ondanks de 2-0 achterstand tegen Hull City in de finale. Giroud assisteerde Aaron Ramsey bij zijn winnende doelpunt in de verlenging.
Door de winst van de FA Cup in 2015 mocht Arsenal het als opening van het volgende seizoen in de Community Shield het opnemen tegen landskampioen Manchester City. Giroud speelde slechts één helft, maar scoorde daarin wel de 3-0. Op de 28ste verjaardag van de Franse spits (30 september 2014) ondertekende hij een nieuw contract bij Arsenal tot 2018. Dat deed hij terwijl hij een voetblessure had, die hij had opgelopen tegen Everton FC, waardoor hij 89 dagen lang niet meer kon spelen. Hij kwam terug op het veld tegen Manchester United en scoorde in blessuretijd. Hij kon de Londense club echter niet aan een punt helpen. Op 30 mei 2015 won Arsenal opnieuw de FA Cup. Giroud scoorde het laatste doelpunt in de 4-0 zege tegen Aston Villa. Als gevolg van de zege speelde Arsenal opnieuw in de Community Shield, tegen Chelsea. Er werd met 1-0 gewonnen, Giroud kwam in minuut 66 invallen. Hij miste dat seizoen slechts één wedstrijd van The Gunners, het Champions League-duel met Olympiakos Piraeus, door twee keer geel. In de terugwedstrijd tegen de Griekse club, waarin er met twee doelpunten verschil gewonnen moest worden, scoorde Giroud zijn eerste hattrick voor Arsenal, waarna hij nog een publiekswissel kreeg. Op de slotdag van de Premier League maakte Giroud opnieuw drie doelpunten in één wedstrijd, tegen Aston Villa.
In de eerste negen wedstrijden in de Premier League in het seizoen 2016/17 speelde Giroud slechts 51 minuten. In speelronde 18, tegen West Brom mocht hij voor het eerst starten, wat hij beloonde met het winnende doelpunt vlak voor tijd. In de wedstrijden daarvoor was hij al als invaller goed voor drie doelpunten. Sinds de wedstrijd tegen West Brom scoorde hij in vier wedstrijden op een rij, waaronder in een wedstrijd tegen Crystal Palace, toen hij scoorde met een 'scorpian kick'. Dat doelpunt won later in dat jaar de Puskás Award. Giroud scoorde twaalf keer in de competitie dat seizoen, terwijl hij slechts elf keer een basisplaats kreeg. In de finale van de FA Cup tegen stadsgenoot Chelsea moest hij het ook met een invalbeurt doen, een minuut later gaf hij de assist op het winnende doelpunt Aaron Ramsey, de winst betekende de vijfde prijs voor Giroud bij Arsenal. Aan het einde van die zomer won Giroud ook zijn zesde prijs, door voor de derde keer de Community Shield te winnen, ten koste van Chelsea. Giroud benutte de winnende penalty in de strafschoppenreeks. Op 28 september 2017 scoorde Giroud zijn honderdste doelpunt voor Arsenal, in de Europa League-wedstrijd tegen BATE Borisov. Hij zou er nog vijf meer scoren.

### Chelsea

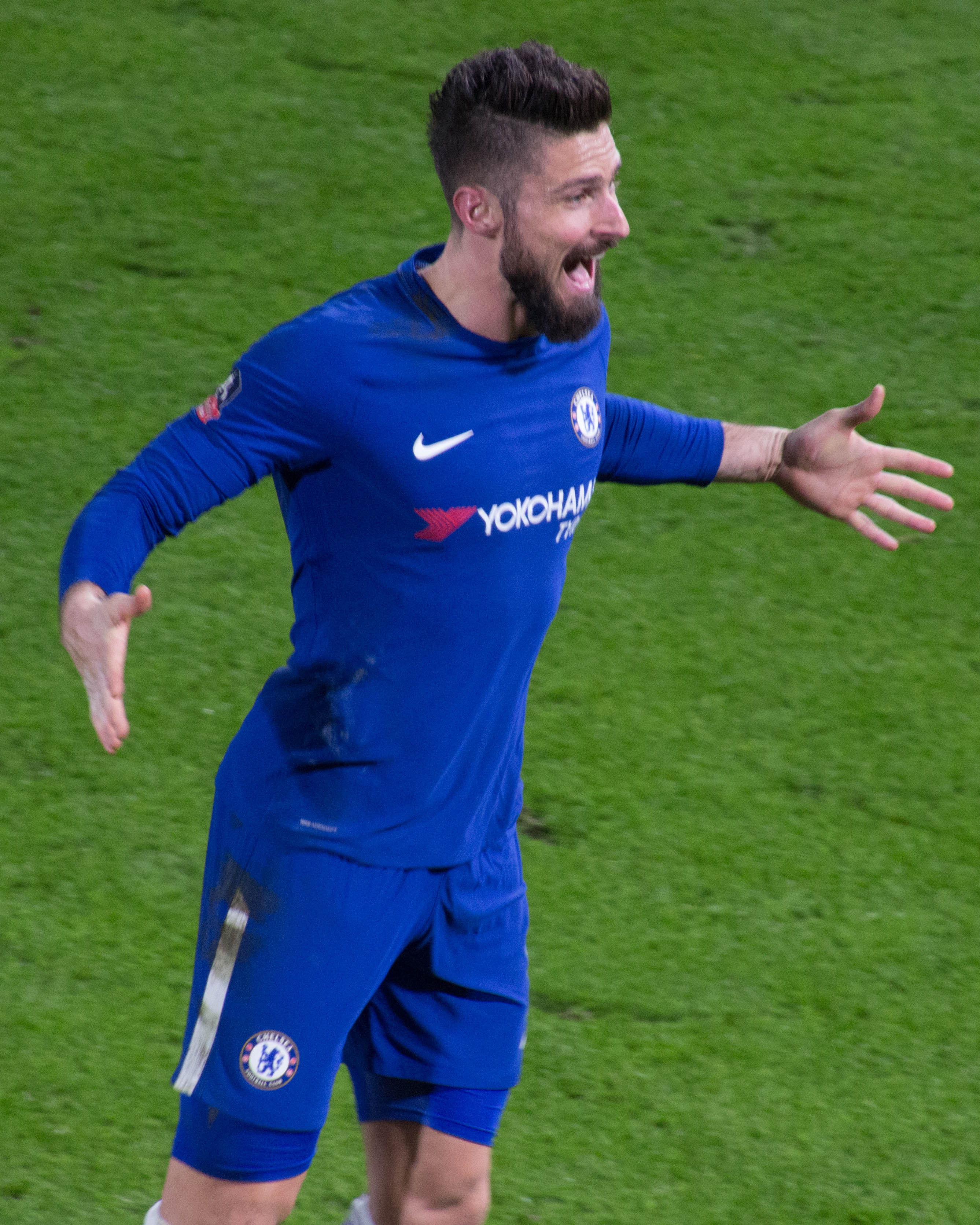
Olivier Giroud in het shirt van Chelsea FC.

Op 31 januari 2018 ondertekende Giroud een contract voor achttien maanden bij Chelsea. Zijn debuut voor die club maakte hij op 5 februari, in een met 4-1 verloren wedstrijd tegen Watford FC. Zijn basisdebuut maakte hij tegen West Brom, waarin hij ook een assist gaf op Eden Hazard. Chelsea stond in een competitie wedstrijd tegen Southampton op een 2-0 achterstand, maar o.a. twee goals van Giroud zorgde toch voor drie punten. Ook tegen Liverpool was de Fransman belangrijk, toen hij na een half uur het enige doelpunt van de wedstrijd inkopte. Op 19 mei won Giroud zijn eerste prijs met The Blues, toen er in de finale van de FA Cup gewonnen werd tegen Manchester United. Op 8 november 2018 in de Europa League-wedstrijd tegen BATE Borisov scoorde hij het enige doelpunt van de wedstrijd die voor kwalificatie voor de zestiende finale zorgde. Tegen PAOK Saloniki speelde Giroud zijn 500ste wedstrijd in zijn carrière. Hij maakte zowel het openingsdoelpunt als de 2-0.

### AC Milan
Giroud maakte in de zomer van 2021 de overstap naar het Italiaanse AC Milan, dat na jaren weer uitkwam in de Champions League. Hij tekende er een tweejarig contract. Met AC Milan won hij in dat seizoen de Serie A, door in de laatste speelronde tweemaal te scoren om daarmee de negentiende landstitel voor de club in de wacht te slepen. AC Milan was voor het eerst sinds 2011 weer kampioen.

### Los Angeles FC
Op 13 mei 2024 werd bekend dat Giroud zijn aflopende contract bij AC Milan niet zou verlengen. Na afloop van het seizoen 2023/24 zou hij de overstap maken naar Los Angeles FC, waar hij een contract tekende tot 31 december 2025.

## Clubstatistieken
| Seizoen     | Club          | Competitie     | Competitie | Competitie | Competitie | Beker | Beker | Beker | Internationaal | Internationaal | Internationaal | Totaal | Totaal | Totaal |
| Seizoen     | Club          | Competitie     | Wed.       | Dlp.       | Ass.       | Wed.  | Dlp.  | Ass.  | Wed.           | Dlp.           | Ass.           | Wed.   | Dlp.   | Ass.   |
| ----------- | ------------- | -------------- | ---------- | ---------- | ---------- | ----- | ----- | ----- | -------------- | -------------- | -------------- | ------ | ------ | ------ |
| 2005/06     | Grenoble Foot | Ligue 2        | 6          | 0          | 0          | 0     | 0     | 0     | —              | —              | —              | 6      | 0      | 0      |
| 2006/07     | Grenoble Foot | Ligue 2        | 17         | 2          | 0          | 3     | 0     | 0     | —              | —              | —              | 20     | 2      | 0      |
| Club Totaal | Club Totaal   | Club Totaal    | 23         | 2          | 0          | 3     | 0     | 0     | 0              | 0              | 0              | 26     | 2      | 0      |
| 2007/08     | → Istres      | National       | 33         | 14         | 0          | 1     | 0     | 0     | —              | —              | —              | 34     | 14     | 0      |
| Club Totaal | Club Totaal   | Club Totaal    | 33         | 14         | 0          | 1     | 0     | 0     | 0              | 0              | 0              | 34     | 14     | 0      |
| 2008/09     | Tours         | Ligue 2        | 23         | 9          | 2          | 4     | 5     | 0     | —              | —              | —              | 27     | 14     | 2      |
| 2009/10     | Tours         | Ligue 2        | 38         | 21         | 7          | 4     | 3     | 0     | —              | —              | —              | 42     | 24     | 7      |
| Club Totaal | Club Totaal   | Club Totaal    | 61         | 30         | 9          | 8     | 8     | 0     | 0              | 0              | 0              | 69     | 38     | 9      |
| 2010/11     | Montpellier   | Ligue 1        | 37         | 12         | 5          | 4     | 1     | 0     | 2              | 1              | 0              | 43     | 14     | 5      |
| 2011/12     | Montpellier   | Ligue 1        | 36         | 21         | 12         | 6     | 4     | 0     | —              | —              | —              | 42     | 25     | 12     |
| Club Totaal | Club Totaal   | Club Totaal    | 73         | 33         | 17         | 10    | 5     | 0     | 2              | 1              | 0              | 85     | 39     | 17     |
| 2012/13     | Arsenal       | Premier League | 34         | 11         | 5          | 6     | 4     | 3     | 7              | 2              | 4              | 47     | 17     | 12     |
| 2013/14     | Arsenal       | Premier League | 36         | 16         | 9          | 6     | 3     | 2     | 9              | 3              | 1              | 51     | 22     | 12     |
| 2014/15     | Arsenal       | Premier League | 27         | 14         | 3          | 6     | 4     | 1     | 3              | 1              | 0              | 36     | 19     | 4      |
| 2015/16     | Arsenal       | Premier League | 38         | 16         | 6          | 8     | 3     | 0     | 7              | 5              | 0              | 53     | 24     | 6      |
| 2016/17     | Arsenal       | Premier League | 29         | 12         | 4          | 5     | 2     | 2     | 6              | 2              | 1              | 40     | 16     | 7      |
| 2017/18     | Arsenal       | Premier League | 16         | 4          | 0          | 4     | 0     | 0     | 6              | 3              | 0              | 26     | 7      | 0      |
| Club Totaal | Club Totaal   | Club Totaal    | 180        | 73         | 27         | 35    | 16    | 8     | 38             | 16             | 6              | 253    | 105    | 41     |
| 2017/18     | Chelsea       | Premier League | 13         | 3          | 1          | 4     | 2     | 2     | 1              | 0              | 0              | 18     | 5      | 3      |
| 2018/19     | Chelsea       | Premier League | 27         | 2          | 4          | 4     | 0     | 1     | 14             | 11             | 5              | 45     | 13     | 10     |
| 2019/20     | Chelsea       | Premier League | 18         | 8          | 0          | 3     | 1     | 1     | 4              | 1              | 0              | 25     | 10     | 1      |
| 2020/21     | Chelsea       | Premier League | 17         | 4          | 0          | 6     | 1     | 0     | 8              | 6              | 0              | 31     | 11     | 0      |
| Club Totaal | Club Totaal   | Club Totaal    | 75         | 17         | 5          | 17    | 4     | 4     | 27             | 18             | 5              | 119    | 39     | 14     |
| 2021/22     | AC Milan      | Serie A        | 29         | 11         | 4          | 4     | 3     | 0     | 5              | 0              | 0              | 38     | 14     | 4      |
| 2022/23     | AC Milan      | Serie A        | 33         | 13         | 5          | 2     | 0     | 0     | 12             | 5              | 2              | 47     | 18     | 7      |
| 2023/24     | AC Milan      | Serie A        | 33         | 14         | 8          | 1     | 0     | 0     | 11             | 2              | 1              | 45     | 16     | 9      |
| Club Totaal | Club Totaal   | Club Totaal    | 95         | 38         | 17         | 7     | 3     | 0     | 28             | 7              | 3              | 130    | 48     | 20     |
| TOTAAL      | TOTAAL        | TOTAAL         | 540        | 207        | 75         | 82    | 36    | 12    | 95             | 42             | 14             | 717    | 285    | 101    |

## Interlandcarrière
Giroud maakte zijn eerste interlanddoelpunt op 29 februari 2012, in zijn derde wedstrijd in de Franse nationale ploeg. Frankrijk speelde toen in Bremen tegen Duitsland. Giroud maakte de openingstreffer (0–1). De eindstand eindigde in 1–2 in het voordeel van Les Bleus. Hij nam met Frankrijk deel aan het Europees kampioenschap voetbal 2012 in Polen en Oekraïne, waar de ploeg van bondscoach Laurent Blanc in de kwartfinales werd uitgeschakeld door titelverdediger Spanje: 2–0. Giroud kwam op het wereldkampioenschap voetbal 2014 in alle Franse duels in actie. Tijdens een met 2-5 gewonnen groepswedstrijd tegen Zwitserland zette hij zijn ploeg op 0-1, zijn eerste doelpunt op een eindtoernooi. Na het WK, dat voor Frankrijk eindigde in de kwartfinale, speelde Giroud met Frankrijk twee jaar lang enkel oefeninterlands.

### EK 2016
Op 12 mei 2016 werd hij opgenomen in de selectie voor het Europees kampioenschap in eigen land. Hij was de speler met de meeste interlanddoelpunten in de selectie. In de twee voorbereidende vriendschappelijke interlands maakte hij drie doelpunten, waarvan twee in een wedstrijd tegen Schotland (eindstand 3–0) op 4 juni 2016. Tijdens de door Frankrijk met 2–1 gewonnen openingswedstrijd tegen Roemenië, wat ook de vijftigste interland van Giroud was, maakte hij het eerste doelpunt van het EK 2016. In de kwartfinale tegen IJsland maakte Giroud zijn tweede en derde doelpunt van het toernooi. Ook assisteerde hij een doelpunt van Antoine Griezmann, zoals hij dat ook deed in de wedstrijd tegen Ierland. Frankrijk haalde de finale dat toernooi, waarin het na verlenging verloor van Portugal. Giroud kreeg de bronzen schoen voor zijn drie doelpunten en twee assists dat toernooi. (Griezmann en Cristiano Ronaldo eindigde boven hem).

### WK 2018

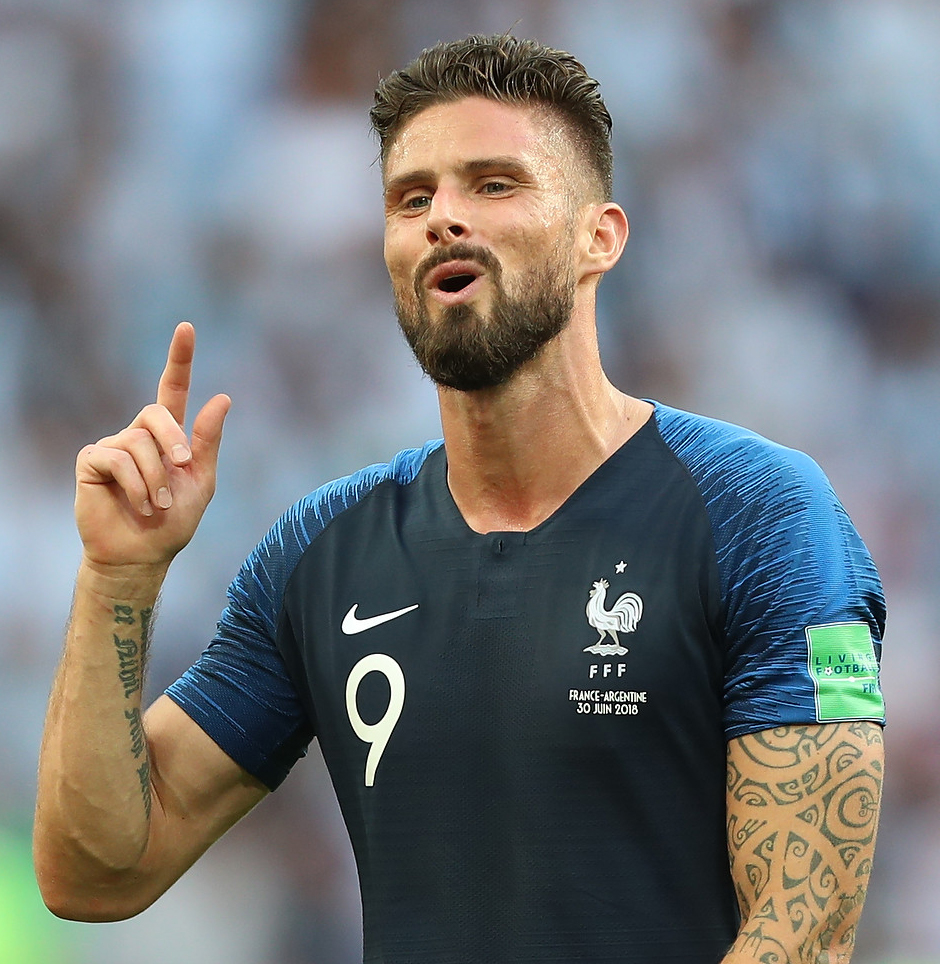
Giroud in de wedstrijd tegen Argentinië op het WK 2018.

In de kwalificatie voor het WK 2018 scoorde Giroud twee keer tegen Luxemburg, waardoor Giroud in de top tien van topscorers van Frankrijk kwam te staan. Tijdens een oefenwedstrijd tegen Paraguay op 2 juni 2017 was Giroud goed voor een hattrick, hij was de eerste speler die deed voor het Franse elftal in zeventien jaar.
Op 17 mei 2018 werd Giroud door Didier Deschamps geselecteerd voor het eindtoernooi in Rusland. Op het wereldkampioenschap speelde hij op alle zeven wedstrijden, maar schoot geen enkele keer op doel. Hij gaf een enkele assist, op de 4-2 van Kylian Mbappé tegen Argentinië. Op 15 juli 2018 speelde Giroud de finale van het WK. Frankrijk won voor de tweede keer de wereldbeker in een 4-2 winst tegen Kroatië.
Op 9 september scoorde Giroud in een UEFA Nations League-wedstrijd tegen Nederland zijn 32ste doelpunt voor Frankrijk. Daarmee overtrof hij o.a. Zinédine Zidane en kwam hij in de top drie van spelers met de meeste doelpunten voor het Franse nationale elftal.

### WK 2022
In de achtste finales van het Wereldkampioenschap 2022 in de wedstrijd tegen het Poolse elftal maakte Giroud in de 44e minuut zijn 52e doelpunt voor Frankrijk en werd hij topscorer aller tijden van het Frans nationale elftal. In een wedstrijd tegen Engeland scoorde hij opnieuw.

### EK 2024
Giroud werd op 16 mei 2024 door Deschamps opgenomen in de Franse selectie voor het EK 2024 in Duitsland. Zes dagen later maakte hij bekend na het EK te stoppen als Frans international. Frankrijk overleefde een groep met Oostenrijk, Nederland en Polen en schakelde vervolgens België en Portugal uit, maar verloor in de halve finales met 2–1 van Spanje. Giroud kwam op het toernooi vier keer in actie, waarbij de halve finale zijn laatste interland was.

## Erelijst
| Competitie            |             |                           |             |             |
| Competitie            | Aantal      | Jaren                     |             |             |
| Montpellier           | Montpellier | Montpellier               | Montpellier | Montpellier |
| --------------------- | ----------- | ------------------------- | ----------- | ----------- |
| Ligue 1               | 1x          | 2011/12                   |             |             |
| Arsenal               |             |                           |             |             |
| FA Cup                | 3x          | 2013/14, 2014/15, 2016/17 |             |             |
| FA Community Shield   | 3x          | 2014, 2015, 2017          |             |             |
| Chelsea               |             |                           |             |             |
| UEFA Champions League | 1x          | 2020/21                   |             |             |
| UEFA Europa League    | 1x          | 2018/19                   |             |             |
| FA Cup                | 1x          | 2017/18                   |             |             |
| AC Milan              |             |                           |             |             |
| Serie A               | 1x          | 2021/22                   |             |             |

| Competitie | Winnaar   | Winnaar   | Runner-up | Runner-up | Derde     | Derde     |
| Competitie | Aantal    | Jaren     | Aantal    | Jaren     | Aantal    | Jaren     |
| Frankrijk  | Frankrijk | Frankrijk | Frankrijk | Frankrijk | Frankrijk | Frankrijk |
| ---------- | --------- | --------- | --------- | --------- | --------- | --------- |
| FIFA WK    | 1x        | 2018      | 1x        | 2022      |           |           |
| UEFA EK    |           |           | 1x        | 2016      |           |           |

2 Calabria  ·
4 Bennacer ·
7 Giménez ·
8 Loftus-Cheek ·
9 Jović ·
10 Leão ·
11 Pulisic ·
14 Reijnders ·
16 Maignan ·
17 Okafor ·
18 Zeroli ·
19 Hernández ·
20 Jiménez ·
21 Chukwueze ·
22 Emerson ·
23 Tomori ·
24 Florenzi ·
28 Thiaw ·
29 Fofana ·
31 Pavlović ·
42 Terracciano ·
46 Gabbia ·
57 Sportiello ·
80 Musah ·
90 Abraham ·
96 Torriani ·
Coach: Fonseca
· Assistent-coach: Ferreira
1 Lloris  ·
2 Debuchy ·
3 Evra ·
4 Rami ·
5 Mexès ·
6 Cabaye ·
7 Ribéry ·
8 Valbuena ·
9 Giroud ·
10 Benzema ·
11 Nasri ·
12 Matuidi ·
13 Réveillère ·
14 Ménez ·
15 Malouda ·
16 Mandanda ·
17 M'Vila ·
18 Diarra ·
19 Martin ·
20 Ben Arfa ·
21 Koscielny ·
22 Clichy ·
23 Carrasso ·
Coach: Blanc
1 Lloris  ·  
2 Debuchy ·
3 Evra ·
4 Varane ·
5 Sakho ·
6 Cabaye ·
7 Cabella ·
8 Valbuena ·
9 Giroud ·
10 Benzema ·
11 Griezmann ·
12 Mavuba ·
13 Mangala ·
14 Matuidi ·
15 Sagna ·
16 Ruffier ·
17 Digne ·
18 Sissoko ·
19 Pogba ·
20 Rémy ·
21 Koscielny ·
22 Schneiderlin ·
23 Landreau ·
Coach: Deschamps
1 Lloris  ·
2 Jallet ·
3 Evra ·
4 Rami ·
5 Kanté ·
6 Cabaye ·
7 Griezmann ·
8 Payet ·
9 Giroud ·
10 Gignac ·
11 Martial ·
12 Schneiderlin ·
13 Mangala ·
14 Matuidi ·
15 Pogba ·
16 Mandanda ·
17 Digne ·
18 Sissoko ·
19 Sagna ·
20 Coman ·
21 Koscielny ·
22 Umtiti ·
23 Costil ·
Coach: Deschamps
1 Lloris  ·  
2 Pavard ·
3 Kimpembe ·
4 Varane ·
5 Umtiti ·
6 Pogba ·
7 Griezmann ·
8 Lemar ·
9 Giroud ·
10 Mbappé ·
11 Dembélé ·
12 Tolisso ·
13 Kanté ·
14 Matuidi ·
15 Nzonzi ·
16 Mandanda ·
17 Rami ·
18 Fekir ·
19 Sidibé ·
20 Thauvin ·
21 Hernández ·
22 Mendy ·
23 Aréola ·
Coach: Deschamps
1 Lloris  ·
2 Pavard ·
3 Kimpembe ·
4 Varane ·
5 Lenglet ·
6 Pogba ·
7 Griezmann ·
8 Lemar ·
9 Giroud ·
10 Mbappé ·
11 Dembélé ·
12 Tolisso ·
13 Kanté ·
14 Rabiot ·
15 Zouma ·
16 Mandanda ·
17 Sissoko ·
18 Digne ·
19 Benzema ·
20 Coman ·
21 Hernández ·
22 Ben Yedder ·
23 Maignan ·
24 Dubois ·
25 Koundé ·
26 Thuram ·
Coach: Deschamps
1 Lloris  ·
2 Pavard ·
3 Disasi ·
4 Varane ·
5 Koundé ·
6 Guendouzi ·
7 Griezmann ·
8 Tchouaméni ·
9 Giroud ·
10 Mbappé ·
11 Dembélé ·
12 Kolo Muani ·
13 Fofana ·
14 Rabiot ·
15 Veretout ·
16 Mandanda ·
17 Saliba ·
18 Upamecano ·
19 Benzema ·
20 Coman ·
21 L. Hernández ·
22 T. Hernández ·
23 Aréola ·
24 Konaté ·
25 Camavinga ·
26 Thuram ·
Coach: Deschamps
1 Samba ·
2 Pavard ·
3 Mendy ·
4 Upamecano ·
5 Koundé ·
6 Camavinga ·
7 Griezmann ·
8 Tchouaméni ·
9 Giroud ·
10 Mbappé  ·
11 Dembélé ·
12 Kolo Muani ·
13 Kanté ·
14 Rabiot ·
15 Thuram ·
16 Maignan ·
17 Saliba ·
18 Zaïre-Emery ·
19 Fofana ·
20 Coman ·
21 Clauss ·
22 Hernández ·
23 Aréola ·
24 Konaté ·
25 Barcola ·
Coach: Deschamps